# Вадомари
Вадомари (яп. 和泊町 Вадомари-тё:) — посёлок в Японии, находящийся в уезде Осима округа Осима префектуры Кагосима. Площадь посёлка составляет 40,37 км², население — 6835 человек (1 августа 2014), плотность населения — 169,31 чел./км².

## Географическое положение
Посёлок расположен на острове Окиноэрабу в префектуре Кагосима региона Кюсю. С ним граничит посёлок Тина.

## Население
Население посёлка составляет 6835 человек (1 августа 2014), а плотность — 169,31 чел./км². Изменение численности населения с 1980 по 2005 годы:
| 1980 | 8932 чел. |  |
| 1985 | 8653 чел. |  |
| 1990 | 8188 чел. |  |
| 1995 | 7869 чел. |  |
| 2000 | 7736 чел. |  |
| 2005 | 7436 чел. |  |

## Символика
Деревом посёлка считается Ficus microcarpa, цветком — лилия.